# Neumühle (Langfurth)
Neumühle ist ein Gemeindeteil der Gemeinde Langfurth im Landkreis Ansbach (Mittelfranken, Bayern). Neumühle liegt in der Gemarkung Langfurth.

## Geografie
Die Einöde liegt am Leitenbach, der 300 Meter weiter südlich als linker Zufluss in die Sulzach mündet. Unmittelbar nördlich des Ortes liegen die Neumühleweiher. Im Nordwesten befindet sich das Angerholz. Die Staatsstraße 2220 führt nach Matzmannsdorf (3 km nordöstlich) bzw. zur Witzmannsmühle (1,1 km südwestlich).

## Geschichte
Die Fraisch über die Neumühle wurde sowohl vom ansbachischen Oberamt Feuchtwangen als auch der Reichsstadt Dinkelsbühl beansprucht. Grundherr war die Reichsstadt Dinkelsbühl. An diesen Verhältnissen änderte sich bis zum Ende des Alten Reiches nichts.
Mit dem Gemeindeedikt wurde Neumühle 1809 dem Steuerdistrikt und der Ruralgemeinde Dentlein (Landgericht Feuchtwangen) zugeordnet. 1813 wurde sie an das Landgericht Wassertrüdingen abgegeben und dem Steuerdistrikt und Ruralgemeinde Oberkemmathen (1968 in Langfurth umbenannt) zugewiesen.

### Ehemaliges Baudenkmal
- Ein Vorgängerbau der ehemaligen Mühle wurde als Walkmühle kurz vor 1535 errichtet. Der Nachfolgebau war ein zweigeschossiges Wohn- und Mühlengebäude als massiver Putzbau vermutlich von 1794. Traufseitig befanden sich sechs Erdgeschossfenster. Über dem Stichbogeneingang war ein Sandsteinrelief: Mühlrad von Löwen gehalten mit „1794“ bezeichnet.[10]

### Einwohnerentwicklung
| Jahr      | 001818 | 001840 | 001861 | 001871 | 001885 | 001900 | 001925 | 001950 | 001961 | 001970 | 001987 |
| Einwohner | 18     | 7      | *      | 7      | 6      | 8      | 7      | 7      | 6      | 6      | 3      |
| Häuser    | 2      | 1      |        |        | 1      | 1      | 1      | 1      | 1      |        | 1      |
| Quelle    | [ 12 ] | [ 13 ] | [ 14 ] | [ 15 ] | [ 16 ] | [ 17 ] | [ 18 ] | [ 19 ] | [ 20 ] | [ 21 ] | [ 1 ]  |

## Religion
Der Ort ist seit der Reformation evangelisch-lutherisch geprägt und bis heute nach St. Peter (Ammelbruch) gepfarrt. Die Katholiken sind nach St. Peter und Paul (Halsbach) gepfarrt.